# Center za antropološke raziskave
Center za antropološke raziskave (kratica CAR) je raziskovalna enota, ki deluje v sklopu Inštituta za družbene vede Fakultete za družbene vede v Ljubljani.
Center je izvajal raziskave na različnih področjih socialne in kulturne antropologije. Ustanovni predstojnik je bil prof. Stane Južnič (1991-2002) in za njim Vesna Godina. Trenutno je center v mirovanju.